# Homotrigona
Homotrigona é um gênero de abelha sem ferrão que habita o sudeste asiático. Existem por volta de 500 espécies de abelhas sem ferrão no mundo catalogadas em diversos gêneros diferentes. Muitas espécies ainda não foram descobertas e outras estão passando por revisões para reenquadrá-las como novas espécies ou pertencentes a outros gêneros.
Existem até o momento 8 espécies de Homotrigona catalogadas, são elas:
| Gênero      | Espécie                  | Nome popular (se tiver)  |
| Homotrigona | Homotrigona fimbriata    | Homotrigona fimbriata    |
| Homotrigona | Homotrigona apicalis     | Homotrigona apicalis     |
| Homotrigona | Homotrigona binghami     | Homotrigona binghami     |
| Homotrigona | Homotrigona canifrons    | Homotrigona canifrons    |
| Homotrigona | Homotrigona haematoptera | Homotrigona haematoptera |
| Homotrigona | Homotrigona melanoleuca  | Homotrigona melanoleuca  |
| Homotrigona | Homotrigona peninsularis | Homotrigona peninsularis |
| Homotrigona | Homotrigona vidua        | Homotrigona vidua        |